# Annefrank (planetka)
(5535) Annefrank je název asteroidu, který obíhá ve vnitřní zóně hlavního pásu asteroidů. Tento asteroid, patřící do rodiny Augusta, byl nasnímán sondou agentury NASA Stardust, když 2. listopadu 2002 kolem něj proletěla ve vzdálenosti 3 300 kilometrů cestou ke svému hlavnímu cíli – kometě Wild 2. (5535) Annefrank se ukázal být dvakrát větším tělesem, než se předpokládalo podle pozemských pozorování. Jasnost, kterou registrujeme na Zemi, závisí na odrazivosti a velikosti osvětleného povrchu, ale astronomové použili pro albedo příliš nízkých hodnot. Asteroid byl pojmenován podle Anne Frankové, autorky knihy Deník Anne Frankové, která zemřela během holokaustu.

## Hlavní údaje
- Průměrná vzdálenost od Slunce - 331 milionů kilometrů
- Oběžná doba - 3,29 roku
- Rotační perioda - neznámá
- Délka - 6 kilometrů
- Datum objevu - 23. března 1942